# Afrikanska stamreligioner
Till de afrikanska stamreligionerna, även kallade afrikanska inhemska religioner, hör olika religioner som har växt fram i Afrika.
Eftersom skriftspråk har saknats hos de flesta afrikanska folk är mängden källor mycket begränsad. Från före kolonialtiden handlar det till största del om klippmålningar och andra lämningar.
Även om varje religion skiljer sig från den andra på många sätt, finns det vissa viktiga likheter, däribland:
- En avlägsen gudom med mellanhänder mellan människan och honom
- Tron på andar
- Offer till guden eller gudarna
- Användning av altaren
- Förfädersdyrkan och gudstjänst
- Ledarskap genom en gudomlig eller delvis gudomlig kung eller drottning

## Ett urval av afrikanska gudar
- Amma (Dogon)
- Chandashi (Västafrika)
- Ddunda (Baganda)
- Ifa (Yoruba)
- Juok (Shilluk
- Lebé (Dogon)
- Leza (Väst- och centralafrika)
- Lisa (Benin och Togo)
- Mawu (Benin och Togo)
- Mbombo (Bakuba)
- Mulungu
- Olorun (Yoruba)
- Shango (Yoruba)
- Tore (Bambuti)
- Tsui'goab (Khoikhoi)
- Twe (Ghana)
- Woto (Bushongo och Bakuba)